# Rémission spontanée
Pour les articles homonymes, voir Spontané.
Une rémission spontanée ou régression spontanée est une amélioration ou guérison inattendue et inexpliquée dans le cas de différentes maladies, dont notablement le cancer.